# Pleurotomella bruneri
Pleurotomella bruneri är en snäckart som beskrevs av Addison Emery Verrill och Smith 1884. Pleurotomella bruneri ingår i släktet Pleurotomella och familjen kägelsnäckor. Inga underarter finns listade i Catalogue of Life.